# Festival international du film de Transylvanie 2022
Le festival international du film de Transylvanie 2022, 21e édition du festival, se déroule du 17 juin au 26 juin 2022.

## Déroulement et faits marquants
Le 25 juin 2022, le palmarès est dévoilé : le film bolivien Utama de Alejandro Loayza Grisi remporte le Trophée Transilvania. Le Prix du meilleur réalisateur est remis à Guðmundur Arnar Guðmundsson pour Beautiful Beings (Berdreymi),.

## Jury
- Bogdan George Apetri, réalisateur roumain
- Gülin Üstün, productrice turque
- Halldóra Geirharðsdóttir, actrice islandaise
- Srdan Golubović, réalisateur serbe
- Carlos Rodríguez Ríos, directeur de festival

## Sélection

### En compétition officielle
- A Higher Law (Balaur) de Octav Chelaru  Roumanie
- Babysitter de Monia Chokri  Canada
- Beautiful Beings (Berdreymi) de Guðmundur Arnar Guðmundsson  Islande
- Feature Film About Life de Dovile Sarutyte  Lituanie
- Gentle (Szelíd) de László Csuja et Anna Nemes  Hongrie
- Les Magnétiques de Vincent Maël Cardona  France
- Mikado de Emanuel Pârvu  Roumanie
- Pamfir de Dmitro Suholitki-Sobciuk  Ukraine
- The Execution (Kazn) de Lado Kvatania  Russie
- The Last Execution (Nahschuss) de Franziska Stünkel  Allemagne
- La Nuit aux amants de Julien Hilmoine  France
- Utama de Alejandro Loayza Grisi  Bolivie

### Romanian Days
- Blue Moon (Crai nou) de Alina Grigore
- Clouds of Chernobyl, 1986: The Lost Year (Anul pierdut 1986) de Ligia Ciornei
- Immaculate (Imaculat) de Monica Stan et George Chiper-Lillemark
- Man and Dog (Om Câine) de Ştefan Constantinescu
- Dédales (Miracol) de Bogdan George Apetri
- Nothing About Love (Nimic despre dragoste) de Florin Piersic Jr.
- Snowing Darkness (Uneori ninge cu zãpadã, alteori cu întuneric) de Gabriel Achim
- The Goat and Her Three Kids (Capra cu trei iezi) de Victor Canache
- The Island (Insula) de Anca Damian

### Film d'ouverture
- Call Jane de Phyllis Nagy

### Film de clôture
- Compétition officielle (Competencia oficial) de Mariano Cohn

## Palmarès
- Trophée Transilvania : Utama de Alejandro Loayza Grisi
- Meilleure réalisation : Beautiful Beings (Berdreymi) de Guðmundur Arnar Guðmundsson
- Prix spécial du jury : Feature Film About Life de Dovile Sarutyte
- Prix de la meilleure interprétation :  Laura Muller et Schemci Lauth pour La Nuit aux amants
- Mention spéciale : Eszter Csonka pour Gentle
- Prix FIPRESCI : Immaculate de Monica Stan et George Chiper-Lillemark
- Prix du public : Utama de Alejandro Loayza Grisi